# Panorpa reclusa
Panorpa reclusa is een schorpioenvliegachtige uit de familie van de Schorpioenvliegen (familie) (Panorpidae). De wetenschappelijke naam van de soort is voor het eerst geldig gepubliceerd door Byers in 1996.
De soort komt voor in Mexico (Hidalgo).